# 伊勒河畔马尔萨克
伊勒河畔马尔萨克（法語：Marsac-sur-l'Isle，法語發音：[maʁsak syʁ lil]）是法国多尔多涅省的一个市镇，属于佩里格区。

## 地理
伊勒河畔马尔萨克（45°10'59.01"N, 0°39'22.40"E）面积10.05 平方千米，位于法国新阿基坦大区多爾多涅省，该省份为法国西南部内陆省份，是法國本土面积第三大的省，大致对应佩里戈尔地区，北起顺时针与夏朗德省、上维埃纳省、科雷兹省、洛特省、洛特-加龙省、吉倫特省和滨海夏朗德省接壤。
与伊勒河畔马尔萨克接壤的市镇（或旧市镇、城区）包括：尚斯拉德、阿内斯和博略、库卢尼埃-沙米耶、佩里格、库尔萨克、伊勒河畔拉扎克。

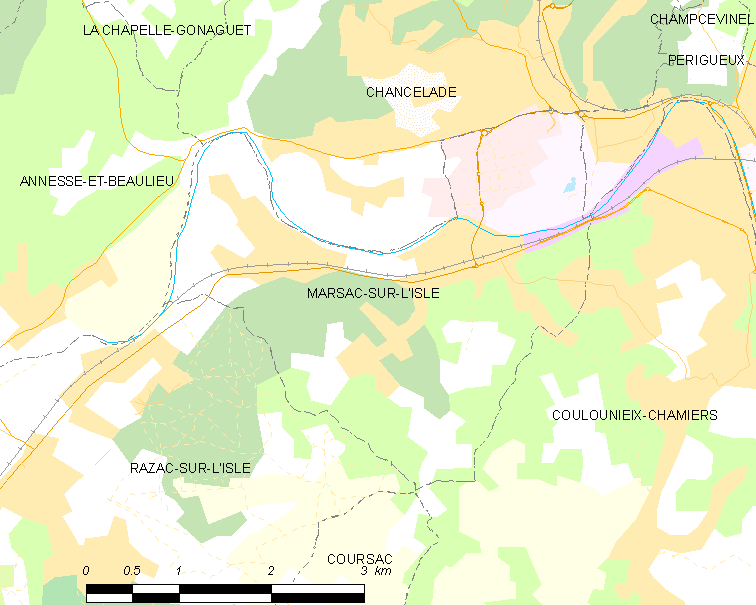
伊勒河畔马尔萨克的OSM定位图

伊勒河畔马尔萨克的时区为UTC+01:00、UTC+02:00（夏令时）。

## 行政
伊勒河畔马尔萨克的邮政编码为24430，INSEE市镇编码为24256。

## 政治
伊勒河畔马尔萨克所属的省级选区为库卢尼埃-沙米耶县。

## 人口

1962-2008年间伊勒河畔马尔萨克人口变化图示

伊勒河畔马尔萨克于2022年1月1日时的人口数量为3165人。